# Tôi là robot
Tôi là robot (tên gốc tiếng Anh: I, Robot) là tập gồm 9 truyện ngắn thể loại khoa học viễn tưởng của nhà văn Isaac Asimov, được Gnome Press xuất bản lần đầu tiên vào năm 1950 với 5.000 bản in. Những truyện trong cuốn sách được xuất bản đầu tiên trong các tạp chí Super Science Stories và Astounding Science Fiction từ năm 1940 đến 1950. Những truyện này xoay quanh những câu chuyện do Tiến sĩ Susan Calvin kể cho phóng viên (cũng là người dẫn chuyện) vào thế kỷ 21. Mặc dù có thể đọc riêng rẽ từng truyện, chúng đều lấy bối cảnh là mối quan hệ giữa con người, người máy và đạo đức, và khi kết hợp lại, chúng kể một câu chuyện lớn hơn của Asimov về lịch sử của ngành robot học.
Một số truyện xuất hiện nhân vật TS. Susan Calvin, nhà tâm lý robot hàng đầu tại Công ty người máy Hoa Kỳ (U.S. Robots and Mechanical Men, Inc.), hãng sản xuất robot lớn nhất. Theo trình tự các truyện, Asimov đã viết theo trình tự thời gian theo hồi tưởng của Calvin trong cuộc phỏng vấn về cuộc đời làm việc của bà, chủ yếu là những quan tâm về hành vi bất thường của người máy, và việc sử dụng "ngành tâm lý robot học" để giải quyết chúng. Quyển sách cũng có một truyện ngắn trong đó xuất hiện lần đầu tiên Ba điều luật của robot rất nổi tiếng của Asimov. Các nhân vật khác xuất hiện trong các truyện ngắn là Powell và Donovan, một đội kiểm nghiệm hiện trường chuyên xác định các vấn đề trong những mẫu thử nghiệm của Công ty.
Đầu tiên Asimov muốn đặt tên tuyển tập là Mind and Iron, nhưng sau đó nhà xuất bản đã phản đối và lựa chọn tựa đề khác.

## Mục lục
Tên tiếng Việt trong ngoặc đơn lấy từ bản dịch của Nhà xuất bản Trẻ năm 2001.
- "Introduction" (Tiến sĩ Calvin)
- "Robbie"
- "Runaround" (Tên lêu lổng)
- "Reason" (Lý lẽ ngược đời)
- "Catch that Rabbit" (Có bắt được thỏ mới bỏ vào nồi)
- "Liar!" (Kẻ bịp bợm)
- "Little Lost Robot" (Người máy mất tích)
- "Escape!"
- "Evidence" (Bằng chứng)
- "The Evitable Conflict"

## Chuyển thể phim,, truyền hình và kịch
Đã có ít nhất ba truyện ngắn trong Tôi là robot được chuyển thể trên truyền hình. Đầu tiên là tập Out of this World năm 1962 do Boris Karloff chủ trì có tên gọi là "Little Lost Robot" với Maxine Audley đóng vai Susan Calvin. Vào thập niên 1960, hai truyện ngắn lấy từ tập truyện cũng được chuyển thành hai tập phim truyền hình Out of the Unknown: "The Prophet" (1967), dựa trên "Reason"; và "Liar!" (1969). Tập 12 của loạt phim truyền hình khoa học viễn tưởng của Liên Xô This Fantastic World, quay vào năm 1987 có tựa đề Don't Joke with Robots dựa trên các tác phẩm của Aleksandr Belyaev, Fredrik Kilander và truyện "Liar!" của Asimov.
Vào cuối thập niên 1970, Warner Brothers giành được quyền làm phim dựa trên quyển sách, nhưng không có kịch bản nào được chấp thuận. Nỗ lực đáng chú ý nhất là của Harlan Ellison, người đã cộng tác với chính Asimov để làm ra một bản thể hiện được tinh thần tập truyện. Asimov được dẫn lời nói rằng kịch bản này sẽ là "bộ phim khoa học viễn tưởng đầu tiên thực sự trưởng thành, phức tạp, đáng giá từng được làm ra."
Kịch bản của Ellison lấy bối cảnh quanh các truyện ngắn của Asimov liên quan đến phóng viên tên là Robert Bratenahl tìm hiểu thông tin về người yêu cũ Stephen Byerly của Susan Calvin. Những truyện của Asimov sẽ xuất hiện ở dạng hồi tưởng khác một chút với truyện gốc trong đó nhấn mạnh vai trò của nhân vật Calvin hơn. Ellison đã đặt Calvin vào những truyện mà ở bản gốc bà không xuất hiện và nhấn mạnh hơn vai trò của bà trong những truyện có mặt bà. Khi xây dựng kịch bản ở dạng một chuỗi các hồi tưởng nhấn mạnh vào sự phát triển của nhân vật hơn là hành động, Ellison đã sử dụng lại hình mẫu là bộ phim Citizen Kane.
Dù được các nhà bình luận khen ngợi, kịch bản nói chung được cho là không thể làm phim được do công nghệ và ngân sách làm phim thấp lúc bấy giờ. Asimov cũng tin rằng bộ phim có thể đã bị bỏ xó do mâu thuẫn gữa Ellison và nhà sản xuất: khi nhà sản xuất đề nghị thay đổi kịch bản, thay vì tuân thủ theo lời cố vấn của Asimov, Ellison đã "phản ứng dữ dội" và nặng lời với nhà sản xuất. Kịch bản này cuối cùng được xuất bản thành sách với tựa đề I, Robot: The Illustrated Screenplay, in 1994 (reprinted 2004, ISBN 1-4165-0600-4).
"I, Robot" is the title of an episode of the original The Outer Limits television show. The episode, based on the Eando Binder short story, first aired on ngày 14 tháng 11 năm 1964, during the second season. It was remade under the same title in 1995.
The film I, Robot, starring Will Smith, was released by Twentieth Century Fox on ngày 16 tháng 7 năm 2004 in the United States. Its plot is not based on any one story in the collection but does incorporate elements of "Little Lost Robot" and other stories, and uses many of Asimov's characters and ideas about robots, including the Three Laws.